# Exit (film, 2006)
Exit är en svensk film från 2006 av Peter Lindmark. Filmen är baserad på Jesper Kärrbrinks och Håkan Ramsins roman Dödlig exit

## Handling
En thriller som utspelar sig i Stockholms finansvärld. Thomas Skeppshult är en man som har allt. Han har byggt upp en stor förmögenhet med sitt riskkapitalbolag, han har en fantastisk villa där han lever med familjen som älskar honom. 
Men allting förändras när Thomas kollega, och delägaren i bolaget, hittas brutalt mördad i sin våning. Ett avtal säger att vid den ena ägarens död tillfaller hela företaget den andra, vilket är Thomas? När sedan hans fingeravtryck hittas på mordvapnet drivs han på flykt undan lagen och undan rösten från andra sidan graven som säger att han står på tur.

## Om filmen
Filmen spelades in mellan den 19 september och 11 november 2005 i Stockholmsområdet. Den hade världspremiär vid Copenhagen International Film Festival den 26 september 2006 och svensk premiär den 6 oktober samma år. Åldersgränsen är 15 år.

## Rollista
- Mads Mikkelsen – Thomas Skepphult
- Alexander Skarsgård – Fabian von Klerking
- Samuel Fröler – Morgan Nordenstråle
- Kirsti Torhaug – Anna Skepphult
- Börje Ahlstedt – Wilhelm Rahmberg
- Kristina Törnqvist – Louise Rahmberg
- Johan Rabaeus – Gabriel Mörk
- Maria Langhammer – Diana Malm
- Henrik Norlén – Åke
- Johanna Dickson – Ebba Skepphult
- Henrik Noél Olesen – Preben Smed
- Hassan Brijany – Ahmed Aalam
- Göran Forsmark
- Vladimir Dikanski – ryssen
- Ulf Friberg – Philip Ceder
- Stig Engström – Annas far
- Mats Qviberg
- Matilda Mörk
- Helena Collert
- Kola Krauze
- Björn Gedda
- Hayes Jemide
- Thomas Bagge
- Peter Tägtgren
- Tor Dickson